# Seizō Watase
Seizō Watase (jap. わたせ せいぞう, eigentlich: 渡瀬 政造, Watase Seizō; * 15. Februar 1945 in Kōbe, Japan) ist ein japanischer Mangaka und Illustrator.

## Leben
Kurz nach seiner Geburt zog er mit seinen Eltern nach Kitakyūshū, wo er 1963 die Oberschule absolvierte. Anschließend studierte er an der Waseda-Universität in Tokyo Rechtswissenschaft und schloss das Studium 1968 erfolgreich ab. Nachdem er mehr als 16 Jahre bei einem Versicherungskonzern angestellt war, quittierte er 1985 seinen Job und ist seitdem hauptsächlich als Zeichner und Mangaka tätig.
Seizō Watase ist unter anderem auch durch seine Poster bekannt geworden, die mit klaren Farben und Formen idyllische Welten darstellen und Assoziationen an „die guten alten Zeiten“ wachrufen, die es so vielleicht nie gegeben hat. Ein kleines Museum in Kitakyūshū stellt eine Auswahl dieser Poster und andere Werke aus.

## Auszeichnungen
- 1974: 13. Big-Comic-Preis
- 1987: 33. Bungei-Shunjū-Manga-Preis für Shiritsu Tantei Philipp

## Werke (Auswahl)
- 1983–89: Heart Cocktail (ハートカクテル) in der wöchentlichen Morning, später auch Anime-Vorlage
- 1987: Shiritsu Tantei Philipp (私立探偵フィリップ)
- 1992–98: Sai (菜), in der wöchentlichen Morning
- 1998–99: Tōkyō Eden (東京エデン), in der wöchentlichen Morning
- 1998–2000: A Love Story around Automobile in der monatlichen Muffin
- 1999–2002: Hanadoki Road (ハナドキロード) in der wöchentlichen Morning
- 1999–2000: Tōkyō Rumble (東京ランブル) in der wöchentlichen Asahi
- 2000–2001: Shinoburedo (しのぶれど) in Otonapia
- 2000: Dōdō to Sei-chan (ドードーとせいちゃん), erstes Bilderbuch
- 2002–2004: TOKYO BLUE in der Monthly Business Standard
- 2005–2006: The Motorcycle Letters in der monatlichen Garuru
- 2007–: Sai – Futatabi (菜～ふたたび～) in der wöchentlichen Morning